# Clidemia crotonifolia
Clidemia crotonifolia är en tvåhjärtbladig växtart som beskrevs av Pilg.. Clidemia crotonifolia ingår i släktet Clidemia och familjen Melastomataceae. Inga underarter finns listade i Catalogue of Life.